# Mazmorra (prisión)

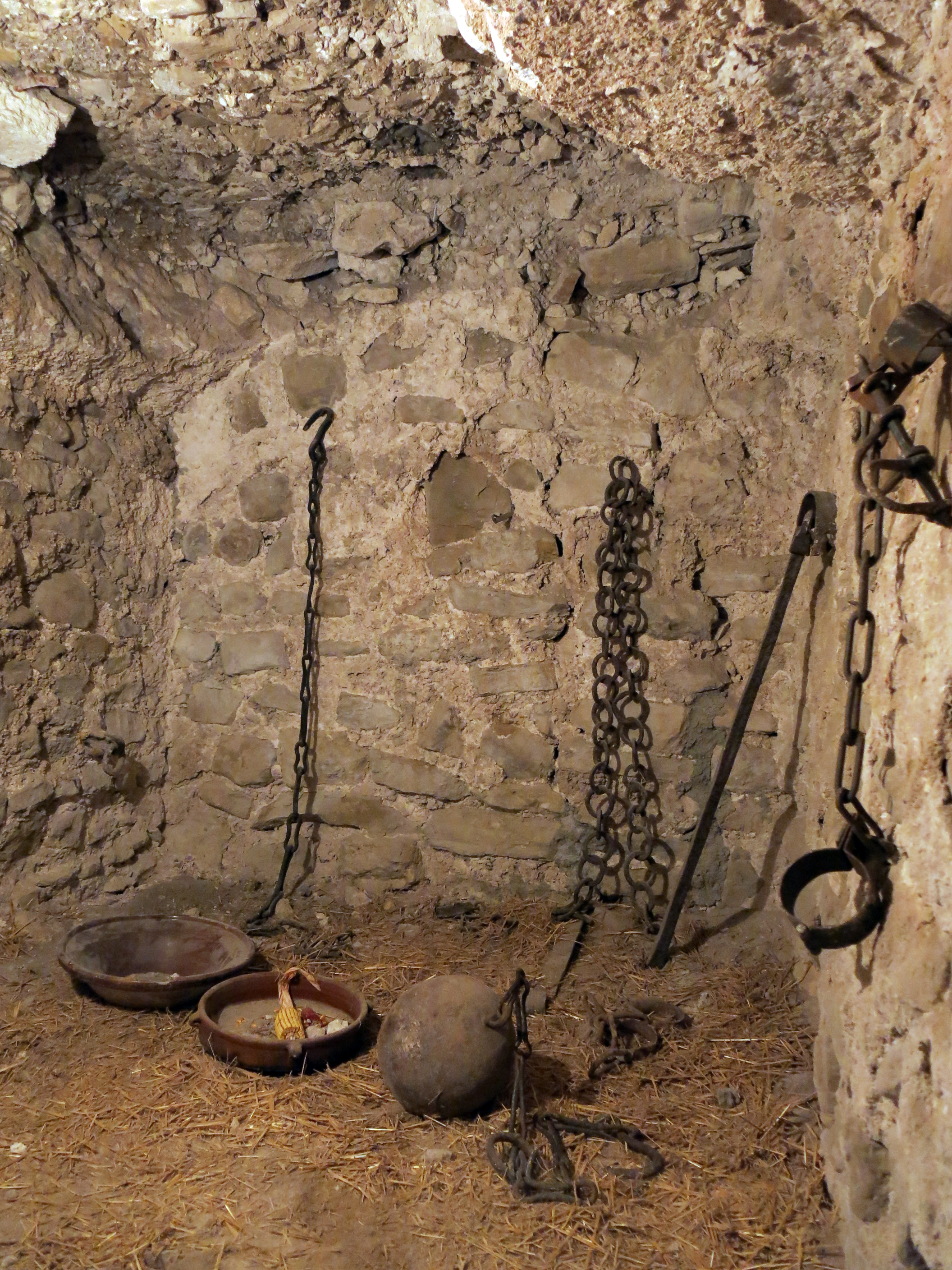
Interior del calabozo del Castillo de Montsonís (España).

Se llama mazmorra, calabozo  o celda, a un lugar seguro y fuerte que en las cárceles y establecimientos penales sirve para encierro o aislamiento, mayor sujeción y castigo físico de presos. Es una prisión subterránea, normalmente construida bajo un castillo o fortaleza.

## Etimología
El vocablo calabozo, proviene del latín. calafodium, la cual a su vez procede de calare que significa 'hendir' o 'herir' y fodĕre que significa 'cavar'.
Según el Diccionario de la Real Academia Española, la palabra mazmorra proviene del árabe hispánico maṭmūrah, que significa silo en árabe clásico.

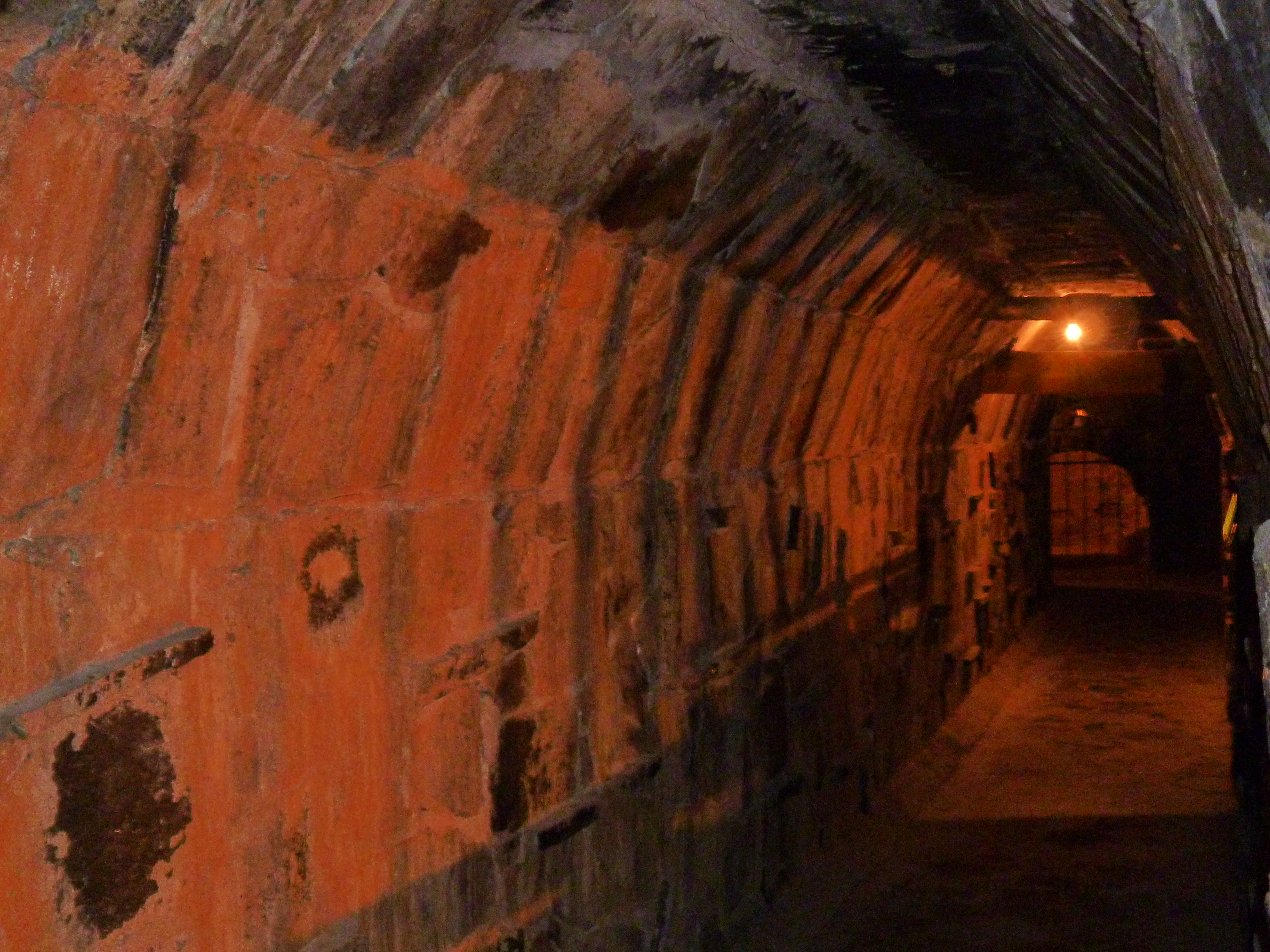
Calabozos en la hacienda de Morelos

## Descripción
Las galerías subterráneas de los calabozos constan de pasadizos de circulación y celdas. Las mazmorras tienen las circunstancias de ser oscuras, pero con una característica que la empeora por su finalidad: el tormento. En un castillo lo primero que se construía era la mazmorra; en la mayoría de los casos era ocupada por delincuentes culpables, y que sólo volvían a contemplar la luz del día en los instantes previos a la exposición de sus cuellos al hacha del verdugo, si no morían en la mera celda a consecuencia de las torturas.
El uso de mazmorras era principalmente para encierro e incluso tortura; eran subterráneas para infundir mayor terror a los presos cuando los llevaban allí y para evitar que en el mundo exterior se oyeran sus gritos de dolor cuando eran torturados, y más importante, para evitar que los reclusos huyeran. Algunas celdas tenían cráneos o esqueletos encadenados de presos que habían muerto anteriormente de hambre o por torturas, lo cual hacía más horrible el aspecto de los calabozos, pues daban macabra compañía a los presos vivos y les daban a entender que ellos también iban a correr la misma suerte en castigo por los delitos por los cuales fueron llevados allí. Estas razones y la asociación de las mismas con los temores claustrofóbicos de la gente a quedarse encerrado bajo tierra, han convertido a los calabozos en una poderosa metáfora en gran variedad de contextos, historias, leyendas y películas de terror.
El calabozo ha pasado a la historia y al inconsciente colectivo como una serie interminable de galerías subterráneas apenas iluminadas por unas antorchas empotradas en la pared, los reos desnudos colgados de las muñecas con grilletes unidos a unas cadenas empotradas en el muro, y los verdugos con capucha en la cabeza y látigo en la mano utilizado para flagelar a los mismos; pero además de los latigazos empleaban también otros métodos de tortura: potro, cepo, palmeta, desgarramientos, mutilaciones, quemaduras, empalamiento, etc.

## Historia

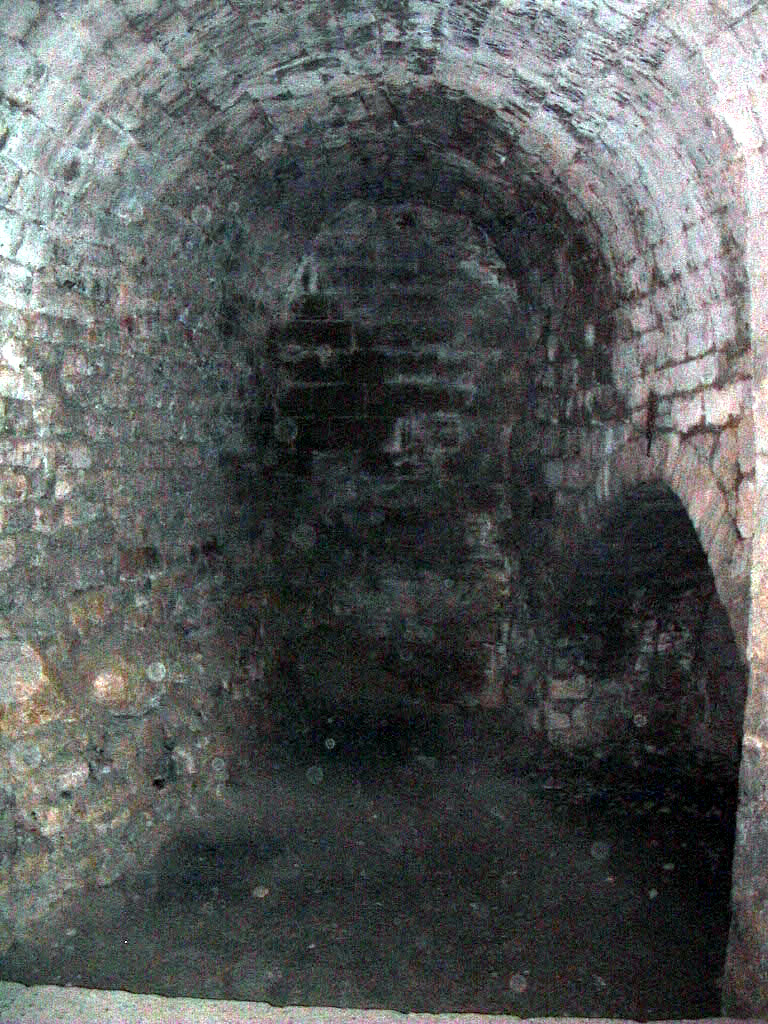
Celda del castillo de Loarre.

Las celdas en que los sarracenos encerraban a los cristianos cautivos eran subterráneas y se llamaban «mazmorras». Es sabido que en Roma los calabozos eran también subterráneos y con la entrada en la parte superior. Eran llamados Tullianum por ser una famosa prisión obra de Tulio Hostilio, donde fueron ahorcados Léntulo y otros cómplices en la conjuración de Catilina por orden de Cicerón. A esta idea de ser el calabozo subterráneo corresponde la frase «sumir en un calabozo».
Lord Byron, en El prisionero de Chillón, describe las terribles condiciones en las que vivían los reclusos de los calabozos del famoso castillo suizo: "Nos habían encadenado, cada uno en una columna. Éramos tres, pero cada uno separado de los otros dos. Nos podíamos dar ni un solo paso y no nos podíamos ver más que a través de esta débil y lívida claridad, que nos deformaba como si fuéramos desconocidos. Así reunidos, y sin embargo separados, teníamos las manos agarrotadas entre hierros y el corazón angustiado."
Los castillos y las fortalezas siempre tenían estos espacios para encerrar a los privados de libertad a fin de que muriesen de hambre y de frío, o les daban agua y alimentos para que permaneciesen en condiciones infrahumanas hasta que se cumpliera el castigo impuesto, se pagase un rescate o se solucionara el conflicto político o religioso que los había conducido a la cárcel.
Sin embargo, la palabra «calabozo» se aplica hoy a encierros que no están en subterráneos y que no son oscuros o con la connotación negativa con la cual se los describía antaño. Un ejemplo de ello en el humor son los calabozos de los cuarteles militares donde encierran a los soldados castigados con un cuchillo y un montón de papas crudas para que las pelen. Ni el estado actual de la civilización ni la ley escrita permite el uso de tales medios para agravar la condición de los que se hallan en las cárceles.

## Usos en ficción

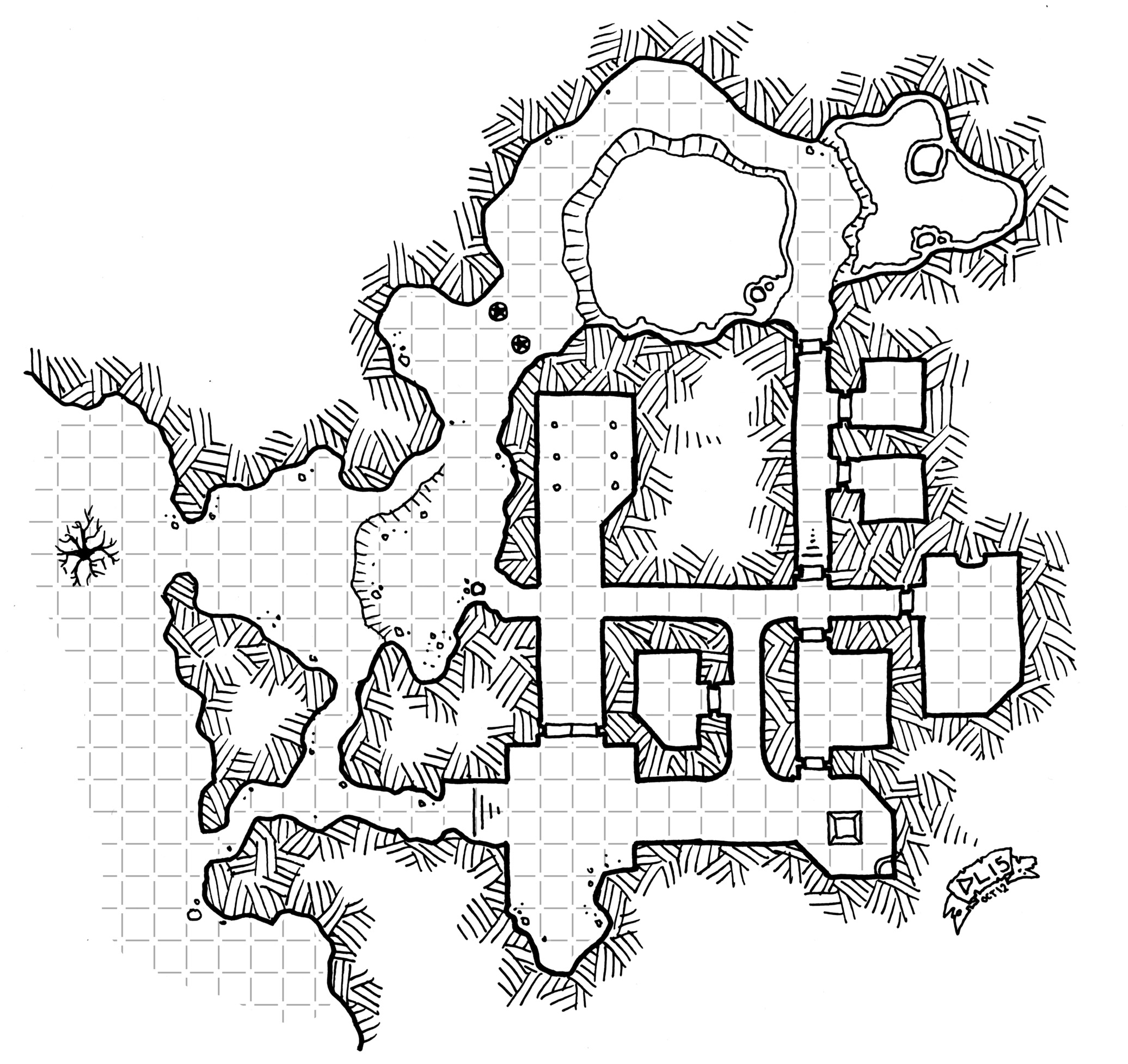
Mapas de juegos de fantasía, juegos de rol de mesa

Las mazmorras eran un tema favorito de las novelas góticas del siglo XIX o las novelas históricas, donde aparecían como símbolos de crueldad oculta y poder tiránico. Por lo general, se encuentran bajo castillos o abadías medievales, y fueron utilizadas por personajes villanos para perseguir a personajes inocentes. En La Reine Margot de Alexandre Dumas, Catherine de Medici es retratada regodeándose con una víctima en los calabozos del Louvre.
Los calabozos son elementos comunes en la literatura de fantasía moderna, juegos de mesa y videojuegos relacionados. Los ejemplos más famosos son los diversos medios de Dungeons & Dragons. En el contexto de los juegos de rol o de tablero, el término «calabozo» se usa a menudo de manera amplia para describir cualquier complejo laberíntico (castillo, sistema de cuevas, etc.), generalmente subterráneos plagados de monstruos u otros enemigos a los que se enfrentan los personajes jugadores en lugar de una celda de prisión o una cámara de tortura específicamente. Un juego de rol que involucra exploración de calabozos se llama dungeon crawl (rastreo de calabozos).
La palabra «calabozo» está teniendo un uso hasta lúdico en ciertos ambientes, por este motivo cuando se le da tal uso inexacto se le dice «parapresidial» (semejante a lo presidial o a lo de la prisión).
En la comunidad sadomasoquista, los "calabozos" son lugares equipados y decorados para la realización de fantasías sexuales sadomasoquistas.